# کوزکی (استان اشوی‌داشکسیه)
کوزکی (به لهستانی: Kózki) یک منطقهٔ مسکونی در لهستان است که در گمینا سکالبمیژ واقع شده‌است.